# 久那土駅
久那土駅（くなどえき）は、山梨県南巨摩郡身延町三澤にある、東海旅客鉄道（JR東海）身延線の駅である。

## 歴史
富士身延鉄道が1927年（昭和2年）に身延駅 - 市川大門駅間を開通させた当初からの駅である。当駅の設置が駅周辺の集落形成に大きな影響を及ぼしたことは駅周辺の節に後述する。

### 年表
- 1927年（昭和2年）12月17日：身延・市川大門間開通時に、富士身延鉄道の駅として開設[1][2]。旅客・貨物の取扱を開始[2]。
- 1938年（昭和13年）10月1日：富士身延鉄道を鉄道省（国鉄の前身）が借り上げ[1][2]。
- 1941年（昭和16年）5月1日：国有化、鉄道省身延線の駅となる[1]。
- 1972年（昭和47年）9月20日：貨物取扱廃止[2]、業務委託駅化[3]
- 1984年（昭和59年）2月1日：荷物扱い廃止[2]。
- 1987年（昭和62年）4月1日：国鉄分割民営化に伴い、JR東海の駅となる[1][2]。同時に無人駅化。

## 駅構造
単式ホーム1面1線を有する地上駅である。線路は東西に走り、ホームは線路南側にある。
開業時からの木造駅舎は解体され、その代わりとして1999年（平成11年）3月に、ホーム市ノ瀬寄りに待合所が新築された。この待合所の内部には椅子等が設置されているだけで無く、業務用倉庫がある。ホーム上にはこの他、市ノ瀬方から順番に上屋ともう一つの待合所がある。ホームから外部に出るには待合所脇から降りている階段を使用するか、ホーム市ノ瀬方端に近い場所にあるスロープを使用する。
開業時から駅員が配置されて来たが、昭和40年代に合理化の一環として日本交通観光による業務委託駅となった。その後無人駅となって現在に至っている。当駅で切符を購入することは出来ない。
開業当初から昭和40年代までは現ホームの反対側にホームがあり、構内踏切で結ばれていた。業務委託直前に今のホームの側に移設された。また、その頃までは波高島駅との川砂の貨物輸送があり、現在の無料利用者駐車場に側線があった。最近まで架線を支える鉄骨電柱が駐車場まで伸びていたのはその名残である。
身延駅管理。

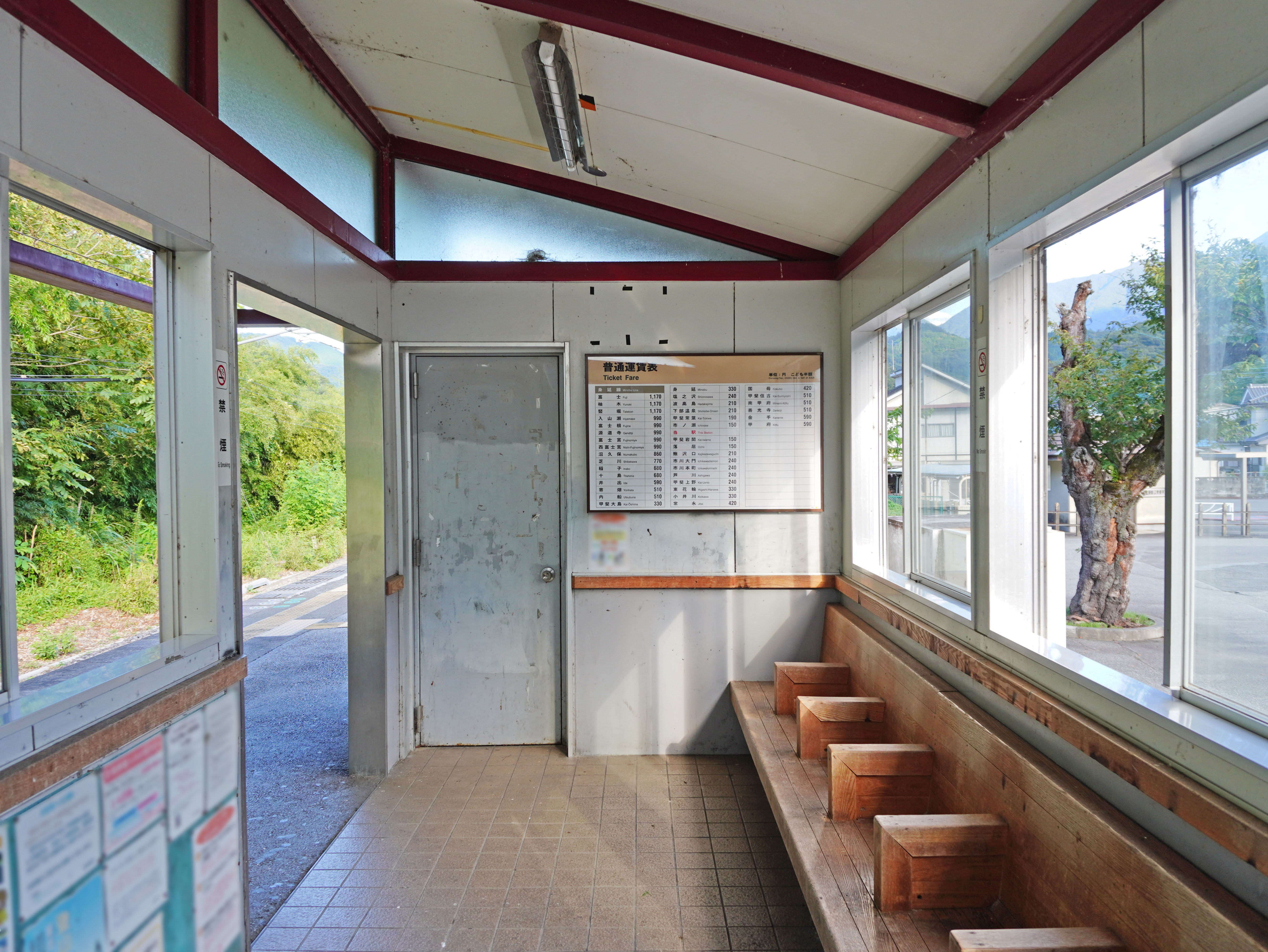
待合所（2022年9月）
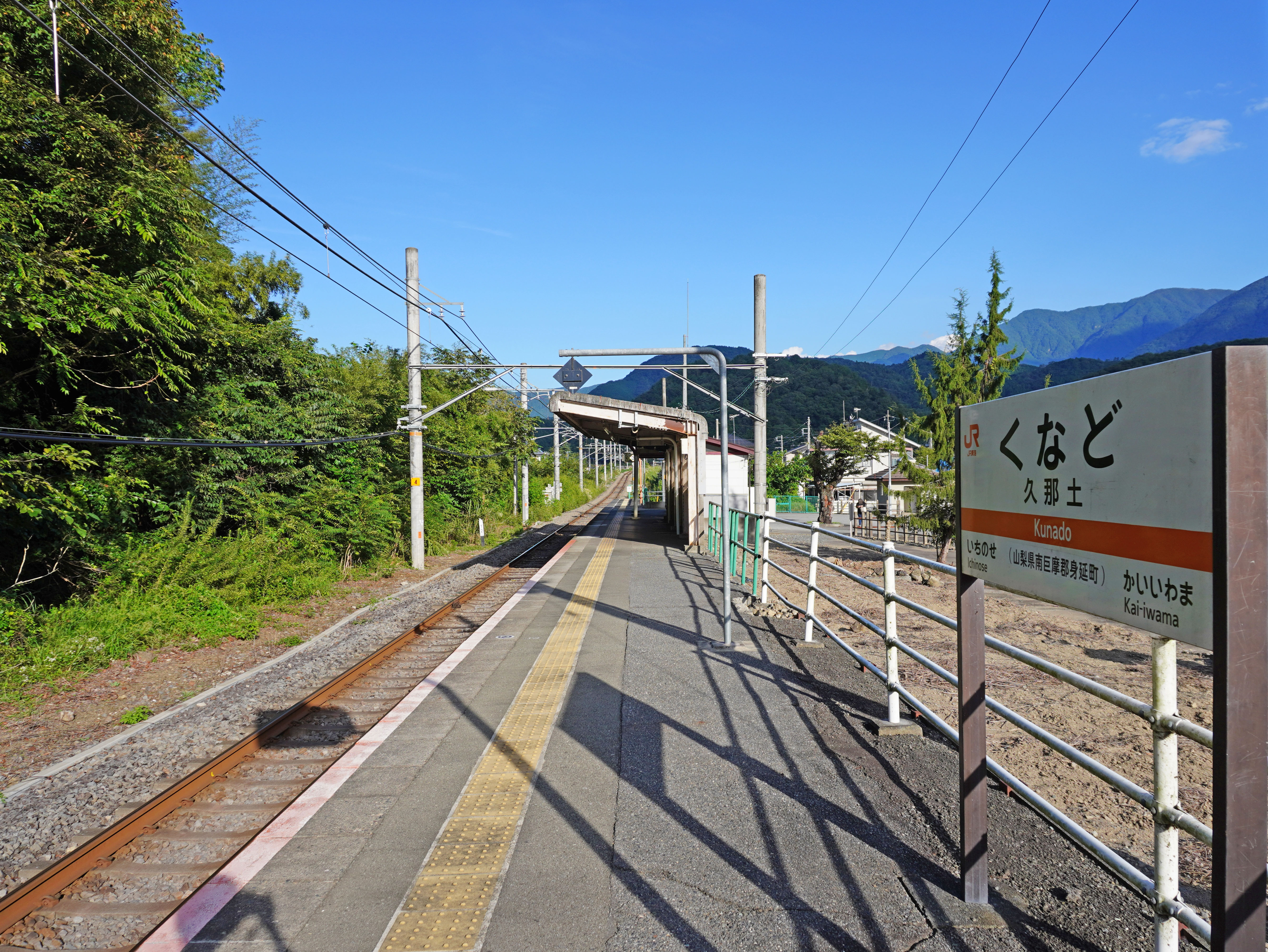
ホーム（2022年9月）

## 利用状況
| 平均乗車人員 | 平均乗車人員 |
| ------------ | ------------ |
| 1950年       | 847          |
| 1980年       | 929          |
| 2005年       | 323          |
| 2006年       | 299          |
| 2007年       | 296          |
| 2008年       | 294          |
| 2009年       | 289          |
| 2010年       | 272          |
| 2011年       | 243          |
| 2012年       | 235          |
| 2013年       | 241          |
| 2014年       | 235          |
| 2015年       | 207          |
| 2016年       | 186          |
| 2017年       | 176          |
| 2018年       | 163          |

- 1950年の乗車客数は309,018人であった。これを1日平均にするとおよそ847人になる。
- 1980年の乗車客数は339,938人であった。これを1日平均にするとおよそ929人になる。
- 2005年の乗車客数は117,719人であった。これを1日平均にするとおよそ323人になる。
- 2006年の乗車客数は109,165人であった。これを1日平均にするとおよそ299人になる。
- 2007年の乗車客数は108,416人であった。これを1日平均にするとおよそ296人になる。
- 2008年の乗車客数は107,380人であった。これを1日平均にするとおよそ294人になる。
- 2009年の乗車客数は105,625人であった。これを1日平均にするとおよそ289人になる。
- 2010年の乗車客数は99,221人であった。これを1日平均にするとおよそ272人になる。
- 2011年の乗車客数は88,758人であった。これを1日平均にするとおよそ243人になる。

## 駅周辺
身延線の線路は、かつての西八代郡久那土村の村域を、その西側で南北に貫いている。駅は旧久那土村の西側、北の端に近い場所にあり、久那土の中心部はこの駅から近い。駅の南を現在の市川三郷町と身延町の境界にある蛾ヶ岳（標高1280メートル）に水源を発する三沢川が東西に流れている。
駅前の広い広場には公衆トイレがある。駅前広場を抜け、山梨県道9号市川三郷身延線に出ると、そこから東側に300m程この県道に沿って商店が立ち並ぶ。この商店街は店向（三澤11組）という地名である。駅の場所は当初計画では500m程市ノ瀬寄りに造ろうとしたが、勾配区間であるため、平坦な現在地に落着いた。店向地区は1927年（昭和2年）に当駅が開設した後、周辺各地域から多くの人々が駅近くで商売をするために移転して出来たものである。
この駅前は、北川景子主演の映画「チェリーパイ 」の中にも登場した。
なお県道を東へ進むと今度は500メートルほどで大草の集落に入る。大草は久那土の行政における中心地で、身延町立久那土小学校、身延町立久那土中学校、身延町役場の久那土出張所などがある。久那土出張所は古くは久那土村役場だった。
久那土村はその後1956年（昭和31年）に古関村、下部町、共和村と合併して西八代郡下部町の一部となった。その下部町も2004年（平成16年）に中富町、身延町と合併して南巨摩郡身延町の一部となったのでこの駅は今は身延町に属している。
駅から東へ約200m、店向から南側に折れる道を行くとすぐに山梨県立峡南高等学校(2022年3月閉校）である。かつて当駅は朝夕はこの高校に通う生徒によって混みあっていた。1983年（昭和58年）3月に野球部が選抜高等学校野球大会に出場する際、当時の国鉄は当駅に急行富士川・静岡行を臨時停車させ、球児たちはこのホームで地元からの熱い声援を受けて甲子園へ向け出発した。

## バス路線
「久那土駅」停留所にて、身延町営バスの路線が発着する。なお、日・祝日は全便が運休となる。
- 古関甲斐岩間線：古関 / 甲斐岩間駅
- 古関循環線：古関

元々は山梨交通鰍沢営業所の路線だったが、久那土駅から上田原に向かう路線は昭和58年に、久那土駅から古関に向かう路線は昭和60年にそれぞれ移管された。久那土駅から甲斐岩間駅までの路線は平成11年に延長された。

## 隣の駅
東海旅客鉄道（JR東海）
CC 身延線
市ノ瀬駅 - 久那土駅 - 甲斐岩間駅